# C'è sempre un motivo
«C'è sempre un motivo» (укр. «Завжди є причина») — студійний альбом італійського співака та кіноактора Адріано Челентано, що вийшов 12 листопада 2004 року під лейблом «Clan Celentano». 14 жовтня 2005 року вийшов повторний реліз альбому.

## Про альбом
Альбом «C'è sempre un motivo» («Завжди є причина») вийшов 12 листопада 2004 року — це четверта робота Челентано у співпраці з композитором Джанні Белла і поетом-піснярем Моголом. На альбом зроблено близько 500 тисяч попередніх замовлень, що підтвердило популярність Челентано. Диск вийшов накладом 700.000 копій, посідав першу позицію в італійських чартах 2004/05 років. Музика альбому представлена стилями: босанова, поп-рок, ритм-енд-блюз і шансон. Аранжування до альбому створив Фіо Дзанотті.
14 жовтня 2005 року відбувся повторний реліз альбому, це видання відрізняється від попереднього наявністю додаткового синглу «L'indiano», написаного композитором Паоло Конте. Пісня «L'indiano» не мала успіху, вона стала «маніфестом» Челентано щодо свободи слова та висловлювання думки — які були головними аргументами телепрограми «Рок-політик», де вона служила фінальною заставкою. У версію DVD-диска 2005 року включені три кліпи на пісні з нового альбому — «C'è sempre un motivo» (анімаційний, створений художником Таніно Лібераторе), «Lunfardia» і «Quel casinha» (у зніманні крім Челентано взяла участь Сезарія Евора, кліп знято на території колишнього ливарного заводу «Falck» в Сесто-Сан-Джованні). П'ять пісень вийшли окремо цифровими синглами — «C'è sempre un motivo», «Marì Marì», «Ancora vivo», «Valeva la pena» і «L'indiano».
Новинкою альбому стало виконання іншими, окрім італійської, мовами. Пісня «Lunfardia», написана відомим бардом Фабріціо Де Андре, незадовго до своєї смерті, виконана Челентано аргентинським діалектом «лунфардо», цю ідею співак коментував словами:
«Коли Доррі Гецці запропонував мені записати цей твір, створений Фабріціо з Роберто Феррі, я був невимовно здивований. Я її прослухав і був схвильований, особливо, уявляючи, як Фабріціо її б виконав. Я заспівав її один-єдиний раз на одному диханні, і результат такий, який можна почути на диску. Я радий, що мені випала ця можливість, тому що переконаний, що Фабріціо Де Андре — найбільший італійський автор. Була лише проблема з діалектом лунфардо, але Феррі надав мені консультацію експерта. Так я і впорався».
Трек «Quel Casinha» («Мій будиночок») — є ремейком відомої пісні Челентано «Il ragazzo della via Gluck» 1966 року. Співак виконав цю пісню в дуеті з відомою співачкою Сезарієй Еворою, зі зміненою музикою в народних ритмах Кабо-Верде і новим текстом на креольській мові. У своєму інтерв'ю журналу «Sorrisi» від 11 листопада 2004 Челентано прокоментував цей незвичайний дует так:
«Я завжди слухав і люблю музику Сезарії, яка зберігає дух своєї культури. Одного разу я попросив Клаудію розшукати її, щоб запропонувати заспівати разом. Але я не знав, про що її попросити. Під час бесіди я сказав, що мені було б приємно заспівати разом із нею. Або одну з її чудових пісень, або „Хлопця з вулиці Глюк“, аранжував і з текстом, перекладеним її групою. Вона захотіла послухати пісню. Їй дуже сподобалося, і вона схвалила цю останню ідею».
Остання композиція альбому «Vengo dal jazz» — кавер-версія відомої пісні «Bensonhurst Blues» (саундтрек до французького фільму «За шкуру поліцейського» 1981 року) американського музиканта Арті Каплана 1973 року, виконана Челентано італійською.

## Комплектація
Диск вийшов у 7 варіантах, просто на CD, SACD, касетах і LP, так і у комплектації CD+DVD і CD+DVD+LP. «C'è sempre un motivo» став першим альбомом в Італії, що вийшов у форматі DualDisc (у вигляді подвійного диска, з музикою на одному боці, та з DVD до кліпів на другому). DVD до першого видання альбому містило відеокліпи до пісень з попередніх альбомів.

## Телебачення
З 20 жовтня по 11 листопада 2005 року на телеканалі Rai 1 транслювалося музично-соціально-політичне телешоу — «Рок-політик» (італ. «Rockpolitik»), яке вів сам Челентано. Телешоу послужило прокламацією альбому, протягом програми співак виконав нові пісні: «C'e' sempre un motivo», «Ancora vivo», «Mari mari» і «L'indiano»; також було виконано понад 20 пісень з репертуару різних років.

## Список композицій
| #     | Назва                                                     | Автор слів        | Автор музики                                   | Тривалість |
| ----- | --------------------------------------------------------- | ----------------- | ---------------------------------------------- | ---------- |
| 1.    | «Ancora vivo» (Ще живу)                                   | Могол             | Джанні Белла                                   | 4:32       |
| 2.    | «Marì Marì» (Марі Марі)                                   | Могол             | Джанні Белла                                   | 4:15       |
| 3.    | «C'è sempre un motivo» (Завжди є причина)                 | Карло Маццоні     | Карло Маццоні                                  | 5:27       |
| 4.    | «Valeva la pena» (Важко відмовитись)                      | Кеопе             | Даніель Вулетич                                | 4:10       |
| 5.    | «Lunfardia» (Злодійка)                                    | Фабріціо Де Андре | Роберто Феррі                                  | 5:03       |
| 6.    | «Verità da marciapiede» (Тротуарна правда)                | Могол             | Джанні Белла                                   | 4:33       |
| 7.    | «Quel casinha» (Маленький будинок)                        | Теофіло Чантре    | Детто Маріано, Лучано Беретта, Мікі Дель Прете | 4:28       |
| 8.    | «L'ultima donna che amo» (Остання жінка, яку я кохаю)     | Могол             | Джанні Белла                                   | 3:50       |
| 9.    | «In quale vita?» (В якому житті)                          | Могол             | Джанні Белла, Адріано Челентано                | 4:48       |
| 10.   | «Proibito» (Заборонено)                                   | Могол             | Джанні Белла                                   | 4:07       |
| 11.   | «Vengo dal jazz (Bensonhurst Blues)» (Я перейшов на джаз) | Адріано Челентано | Арті Каплан, Лоуренс Корнфелд                  | 3:56       |
| 49:14 |                                                           |                   |                                                |            |

## DVD
Кліпи
Версія 2004 року:
1. «Il conformista» (1999) — 4:19
2. «L'arcobaleno» (1999) — 3:23
3. «Quello che non ti ho detto mai» (2000) — 4:29
4. «Per sempre» (2002) — 5:09

Версія 2005 року:
1. «C'è sempre un motivo» (2004) — 5:33
2. «Lunfardia» (2004) — 5:08
3. «Quel casinha» — 6:42

## Творці альбому

### Музиканти
- Адріано Челентано —  вокал  (доріжки 1-11), бек-вокал (доріжки 1, 3, 4, 6, 9);
- Челсі Валлі — аранжування (доріжки 1, 2, 4-6, 8);
- Мікеле Канова — аранжування (доріжки 1, 9, 11);
- Фіо Дзанотті — аранжування (доріжка 10);
- Рішар Гальяно — акордеон (доріжка 5);
- Майкл Ландау — гітара;
- Чезаре К'йодо — бас-гітара;
- Піно Сарачіні — бас-гітара;
- Ленні Кастро — перкусія;
- Леонардо Ді Ангілла — перкусія;
- Франко Д'Андреа — фортепіано (доріжка 10);
- Гевін Райт — перша скрипка.

### Технічний персонал
- Піно Піскетола — звукозапис;
- Ендрю Дадман — звукозапис;
- Джованні Версар — видання.

## Видання
| Назва                                                      | Лейбл                                             | Маркування                                   | Країна  | Рік      |
| ---------------------------------------------------------- | ------------------------------------------------- | -------------------------------------------- | ------- | -------- |
| C'è Sempre Un Motivo (CD)                                  | Clan Celentano                                    | CLN 2055-2                                   | Італія  | 2004     |
| C'è Sempre Un Motivo (CD + DVD-V)                          | Clan Celentano                                    | CLN 2055-3                                   | Італія  | 2004     |
| C'è Sempre Un Motivo (CD + DVD-V + LP, Pic + Box, Ltd)     | Clan Celentano                                    | CLN 2055-7                                   | Італія  | 2004     |
| C'è Sempre Un Motivo (CD, Unofficial)                      | Clan Celentano, Clan Celentano                    | CLN 2055-6, RIF. SONY 518973 6               | Росія   | 2004     |
| C'è Sempre Un Motivo (CD, Unofficial)                      | Clan Celentano                                    | CLN 2055-3                                   | Росія   | 2004     |
| C'è Sempre Un Motivo (CD, Unofficial)                      | Clan Celentano                                    | CLN 2055-2                                   | Україна | 2004     |
| C'è Sempre Un Motivo (CD, Unofficial)                      | Clan Celentano, Clan Celentano, Invisible Halahup | CLN 2055-3, RIF.SONY 518973 3, 4600040501291 | Росія   | 2004     |
| C'è Sempre Un Motivo (Cass)                                | Clan Celentano                                    | CLN 2055-4                                   | Італія  | 2004     |
| C'è Sempre Un Motivo (LP, Pic)                             | Clan Celentano                                    | CLN 2055-1                                   | Італія  | 2004     |
| C'è Sempre Un Motivo (SACD, Hybrid, Multichannel, 5.1)     | Clan Celentano                                    | CLN 2055-6                                   | Італія  | 2004     |
| C'è Sempre Un Motivo (CD, Enh)                             | Clan Celentano                                    | CLN 2056-2                                   | Італія  | 2005     |
| C'è Sempre Un Motivo (Hybrid, DualDisc, Enh, Multichannel) | Clan Celentano                                    | CLN 2056-5                                   | Європа  | 2005     |
| C'è Sempre Un Motivo (CD, Unofficial)                      | ООО «Новый Мир»                                   | не вказано                                   | Росія   | 2006     |
| C'è Sempre Un Motivo (CD, RE)                              | Clan Celentano, Arnoldo Mondadori Editore         | CLN 2082-CCC                                 | Італія  | 2011     |
| C'è Sempre Un Motivo (CD, RE)                              | Universal                                         | 3259130004663                                | Європа  | 2012     |
| C'è Sempre Un Motivo (CD, Enh)                             | Universal Music Group, Clan Celentano             | 4605026711389, CLN 2056                      | Росія   | 2013     |
| C'è Sempre Un Motivo (CD, Unofficial)                      | не вказано                                        | EE1107                                       | Росія   | невідомо |